# 707 Steina
707 Steina
707 Steina là một tiểu hành tinh ở vành đai chính. Nó đước Max Wolf phát hiện ngày 22.12.1910 ở Heidelberg và được đặt theo tên Steina, một nhà từ thiện bảo trợ đài thiên văn Wrocław